# Julie Kavner
Julie Deborah Kavner (født 7. september 1950) er en amerikansk skuespillerinde. Hun er specielt kendt for at lægge stemme til tv-figuren Marge Simpson og hendes søstre Patty og Selma i The Simpsons. Til tider, men sjældent, lægger hun også stemme til andre forbigående figurer.
Hun er kendt for at nægte at tale offentligt med Marges stemme for at bevare sin figurs mystik.
Hun har desuden spillet med i film som Livet længe leve, New York Stories og Click.

## Udvalgt filmografi
- Radio Days (1987)
- New York Stories (1989)
- Livet længe leve (1990)
- Dr. Dolittle (1998)
- Click (2006)
- The Simpsons Movie (2007)